# Euphorbia lurida
Euphorbia lurida är en törelväxtart som beskrevs av Georg George Engelmann. Euphorbia lurida ingår i släktet törlar, och familjen törelväxter. Inga underarter finns listade i Catalogue of Life.